# قياس التداخل ثنائي الاستقطاب
قياس التداخل ثنائي الاستقطاب (بالإنجليزية: Dual-polarization interferometry)‏ (DPI) هي تقنية تحليلية تسمح بتحديد العناصر الممتززة في سطح دليل موجي باستخدام موجة متضائلة لشعاع ليزر، حتى لو كان سمك هذه العناصر بمقياس جزيء. تُستخدم هذه التقنية عادة لقياس التغيرات البنيوية للبروتينات ولجزيئات حيوية أخرى أثناء تأديتها لوظيفتها ( وهو ما يشار إليه بعلاقة النشاط بالبنية).

## الآلية
يركز جهاز قياس التداخل ثنائي الاستقطاب  الضوء إلى دليلين موجيين، أحدهما له واجهة مُعرضة للظاهرة التي تجري دراستها ويعمل كمستشعر، في حين أن الآخر يعمل كمرجع لمقارنة الشعاعين. ينشأ نمط تداخل ثنائي الأبعاد بدمج الشعاعين المارين عبر الدليلين الموجيين. تتمثل تقنية DPI في تدوير زاوية استقطاب الليزر لإثارة نمطي استقطاب للدليلين الموجيين بشكل متناوب. يسمح قياس مبيان التداخل لكلا الاستقطابين بحساب كل من سمك طبقة الامتزاز ومعامل الانكسار. يمكن تغيير الاستقطابين بسرعة وهذا يسمح بقياس لحظي (في وقت الحدوث) تقريبا للتفاعلات الكيميائية التي تحدث على سطح الرقاقة. يمكن استخدام هذه القياسات لاستنتاج معلومات بنيوية حول التآثرات الجزيئية جارية الحدوث: إذ يسمح سمك الطبقة بتقدير حجم الجزيء ويسمح معامل الانكسار بتقدير كثافة التطوي. تستخدم DPI عادة لتحديد خصائص التفاعلات الكيميائية الحيوية بتكمية (تحديد كمية) أي تغيُّرات بنيوية وفي نفس الوقت قياس سرعة التفاعل، معدلات الألفة وقيم الديناميكا الحرارية الخاصة بها.
تسمح هذه التقنية بالحصول على نتائج كمية لحظية، مع معدل قياس يمكن أن يصل 10 هرتز، وميز حيزي (دقة) يبلغ 0.01 نانومتر.

## التطبيقات
ظهر تطبيق جديد لقياس التداخل ثنائي الاستقطاب سنة 2008، يتم فيه قياس نمو بلورات البروتين، أثناء المراحل الأولى من التنوي البلوري يسبب تشكل البلورات انطفاء الضوء المار عبر الدليل الموجي. نماذج لاحقة من الـDPI تميزت بالقدرة على تكمية مقدار أو اضطراب أشرطة الأفلام المغناطيسية الرقيقة ثنائية الانكسار. وقد استخدم هذا في دراسة تكون الأغشية اللبيدية ثنائية الطبقة وتآثراتها مع البروتينات الغشائية.